# Danh sách câu lạc bộ bóng đá ở Maroc
Đây là danh sách các câu lạc bộ bóng đá ở Maroc đăng ký từ cấp độ Bán chuyên nghiệp trở lên.
Về danh sách đầy đủ, xem Thể loại:Câu lạc bộ bóng đá Maroc

## A
- Amal Club Belksiri
- Association Al Mansoria
- Association Salé
- Association Sportive Achbal Ismailia Meknés
- Atletico Tanger

## C
- Chabab Atlas Khénifra
- Chabab Houara
- Chabab Larache
- Chabab Rif Al Hoceima
- Chez Ali Club de Marrakech
- COD Meknès

## D
- Difaa El Jadida

## E
- Étoile de Casablanca

## F
- FAR Rabat
- Fath Riadi de Nador
- FUS de Rabat

## G
- GNFA 1

## H
- Hassania Agadir
- Hassania Athletic Sidi Slimane
- Hassania Sportive Ben Slimane
- Hilal de Nador

## I
- IR Tanger
- Ittihad Khemisset
- Ittihad Riadi Fkih Ben Salah

## J
- Jeunesse Olympique Ouezzane
- Jeunesse Sportive de Kasbah Tadla
- JS Massira

## K
- KAC Kénitra
- KAC Marrakech

## M
- MAS Fez
- MC Oujda
- Moghreb Tétouan
- Mouloudia de Marrakech

## N
- Nahdat Berkane
- Najah Souss
- Najm de Marrakech

## O
- OC Khouribga
- OC Safi
- Olympic Youssoufia
- Olympique Dcheira

## R
- Rachad Bernoussi
- Racing de Casablanca
- Raja Al Hoceima
- Raja Beni Mellal
- Raja Casablanca
- RS Settat

## S
- SCC Mohammédia
- Stade Marocain

## T
- TAS de Casablanca
- Tihad Sportif Casablanca

## U
- Union Aït Melloul
- Union de Mohammédia
- Union de Touarga
- Union Sidi Kacem
- Union Sportive Musulmane d'Oujda
- Union Sportive Yacoub el Mansour
- US Témara

## W
- Wydad Casablanca